# Estonian International 2022
Die Estonian International 2022 im Badminton fanden vom 13. bis 16. Januar 2022 in Tallinn statt.

## Sieger und Platzierte
| Disziplin                       | Gold                                             | Silber                               | Bronze                               |
| ------------------------------- | ------------------------------------------------ | ------------------------------------ | ------------------------------------ |
| Herreneinzel                    | Kok Jing Hong                                    | Alex Lanier                          | Harshit Aggarwal                     |
| Herreneinzel                    | Kok Jing Hong                                    | Alex Lanier                          | Georgii Karpov                       |
| Dameneinzel                     | Kristin Kuuba                                    | Thamonwan Nithiittikrai              | Mariia Golubeva                      |
| Dameneinzel                     | Kristin Kuuba                                    | Thamonwan Nithiittikrai              | Esther Shi                           |
| Herrendoppel                    | Danny Bawa Chrisnanta Andy Kwek                  | Ruttanapak Oupthong Sirawit Sotohn   | Muhammad Nurfirdaus Azman Jimmy Wong |
| Herrendoppel                    | Danny Bawa Chrisnanta Andy Kwek                  | Ruttanapak Oupthong Sirawit Sotohn   | Loo Bing Kun Lwi Sheng Hao           |
|                                 | Chasinee Korepap Jhenicha Sudjaipraparat         | Viktoriia Kozyreva Mariia Sukhova    | Kati-Kreet Marran Helina Rüütel      |
| Jin Yujia Crystal Wong Jia Ying | Chasinee Korepap Jhenicha Sudjaipraparat         | Viktoriia Kozyreva Mariia Sukhova    |                                      |
| Mixed                           | Ratchapol Makkasasithorn Jhenicha Sudjaipraparat | Ruttanapak Oupthong Chasinee Korepap | Andy Kwek Jin Yujia                  |
| Mixed                           | Ratchapol Makkasasithorn Jhenicha Sudjaipraparat | Ruttanapak Oupthong Chasinee Korepap | Nikolai Ukk Alena Iakovleva          |

## Ergebnisse

### Herreneinzel Qualifikation
- Panitchaphon Teeraratsakul –  Daniil Dubovenko: 21-19 / 21-10
- Mykhailo Vyshnevyi –  Archie Bult: 21-13 / 21-9
- Muhammad Shaqeem Eiman Shahyar –  Nadeem Dalvi: 21-8 / 21-13
- Trevor Tan –  Rene Leeman: 19-21 / 21-17 / 21-16
- Thomas Fourcade –  Hugo Themas: 21-18 / 21-15
- Grégoire Deschamp –  Eliel Melleri: 21-8 / 21-7
- Harsh Arora –  Nicolai Condratiuc: 21-5 / 21-8
- Kian-Yu Oei –  Marti Joost: 21-6 / 21-11
- Tan Jia Jie –  Miha Ivančič: w.o.
- Ivan Medynskiy –  Ilya Timofeev: 21-17 / 23-21
- Samuel Cassar –  Ali Ahmed El Khateeb: 21-16 / 18-21 / 21-19
- Varot Uraiwong –  Chris Robin Talts: 21-7 / 21-5
- Lee Shun Yang –  Aleksander Bazanov: 21-8 / 21-6
- Artur Pechenkin –  Oleg Amosov: 21-13 / 21-9
- Gabriel Rodrigues –  Ragnar Sepp: 21-5 / 21-11
- Sacha Leveque –  Puritat Arree: 21-19 / 21-19
- Leo Van Gysel –  Jin Hong Teh: 21-11 / 21-17
- Danila Gataullin –  Mihkel Talts: 16-21 / 21-16 / 21-14
- Matthias Kicklitz –  Rasmus Roogsoo: 21-8 / 21-4
- Georgii Lebedev –  Rainer Kaljumae: 21-11 / 21-16
- Andi Fadel Muhammad –  Omar Emad: 21-5 / 21-10
- Zack Bobrowski –  Andrei Schmidt: 21-13 / 21-14
- Ming Kang Tan –  Karl Kert: w.o.
- Mario Kirisma –  Tan Jun Yi: 21-10 / 21-16
- Ken Yon Ong –  Roland Kutsei: 21-8 / 21-9
- Volodymyr Koluzaiev –  Yehor Leontyev: 21-16 / 18-21 / 21-18
- Oleksandar Shmundyak –  Robin Schmalz: 21-14 / 21-10
- Rannar Zirk –  Andis Berzins: 21-9 / 15-21 / 21-16
- Kok Jing Hong –  Viacheslav Yakovlev: 21-16 / 21-18
- Oleksii Titov –  Kelvin Chong: w.o.
- Tony Lindelöf –  Niilo Nyqvist: 21-9 / 21-11
- Panitchaphon Teeraratsakul –  Mykhailo Vyshnevyi: 21-8 / 21-8
- Muhammad Shaqeem Eiman Shahyar –  Trevor Tan: 21-11 / 21-11
- Grégoire Deschamp –  Thomas Fourcade: 21-12 / 21-16
- Harsh Arora –  Kian-Yu Oei: 10-21 / 21-15 / 21-17
- Tan Jia Jie –  Ivan Medynskiy: 21-14 / 21-17
- Varot Uraiwong –  Samuel Cassar: 21-11 / 21-23 / 21-8
- Lee Shun Yang –  Artur Pechenkin: 21-11 / 21-5
- Leo Van Gysel –  Sacha Leveque: 21-15 / 21-12
- Matthias Kicklitz –  Danila Gataullin: 21-6 / 21-7
- Andi Fadel Muhammad –  Georgii Lebedev: 21-19 / 21-12
- Ming Kang Tan –  Zack Bobrowski: 21-15 / 21-17
- Ken Yon Ong –  Mario Kirisma: 21-9 / 21-11
- Oleksandar Shmundyak –  Volodymyr Koluzaiev: 21-12 / 21-7
- Kok Jing Hong –  Rannar Zirk: 21-7 / 21-12
- Tony Lindelöf –  Oleksii Titov: 17-21 / 21-14 / 21-13
- Panitchaphon Teeraratsakul –  Muhammad Shaqeem Eiman Shahyar: 21-17 / 22-20
- Grégoire Deschamp –  Harsh Arora: 21-11 / 21-11
- Varot Uraiwong –  Tan Jia Jie: 10-21 / 21-19 / 21-8
- Lee Shun Yang –  Gabriel Rodrigues: 21-13 / 21-7
- Matthias Kicklitz –  Leo Van Gysel: 21-14 / 21-6
- Andi Fadel Muhammad –  Ming Kang Tan: 21-13 / 21-17
- Ken Yon Ong –  Oleksandar Shmundyak: 21-19 / 21-9
- Kok Jing Hong –  Tony Lindelöf: 21-11 / 21-14

### Herreneinzel
- Raul Must –  Anirudh Janardhanan: 21-14 / 21-11
- Ken Yon Ong –  Panitchaphon Teeraratsakul: 21-14 / 21-16
- Georgii Karpov –  Matthias Kicklitz: 21-16 / 21-16
- Grégoire Deschamp –  Kevin Barkman: 21-3 / 21-10
- Kok Jing Hong –  Bernardo Atilano: 21-11 / 21-15
- Joakim Oldorff –  Lee Shun Yang: 19-21 / 21-14 / 24-22
- Enogat Roy –  Godwin Olofua: 21-13 / 21-12
- Valentin Singer –  Varot Uraiwong: 21-10 / 21-10
- Korakrit Laotrakul –  Bruno Carvalho: 21-19 / 21-19
- Iikka Heino –  Miha Ivanič: 21-7 / 21-15
- Joonas Korhonen –  Duarte Nuno Anjo: 21-9 / 21-13
- Harshit Aggarwal –  Anuoluwapo Juwon Opeyori: 21-11 / 21-11
- Andi Fadel Muhammad –  Yanis Gaudin: 21-15 / 21-19
- Alex Lanier –  Markus Barth: 21-12 / 21-14
- Karl Kert –  May Bar Netzer: 21-15 / 21-12
- Niluka Karunaratne –  Aram Mahmoud: 21-17 / 21-18
- Raul Must –  Ken Yon Ong: 21-11 / 21-17
- Georgii Karpov –  Grégoire Deschamp: 21-17 / 21-16
- Kok Jing Hong –  Joakim Oldorff: 21-14 / 21-14
- Enogat Roy –  Valentin Singer: 21-19 / 21-13
- Korakrit Laotrakul –  Iikka Heino: 21-17 / 21-11
- Harshit Aggarwal –  Joonas Korhonen: 21-17 / 17-21 / 21-12
- Alex Lanier –  Andi Fadel Muhammad: 21-18 / 21-14
- Niluka Karunaratne –  Karl Kert: 21-9 / 21-15
- Georgii Karpov –  Raul Must: 20-22 / 21-15 / 21-14
- Kok Jing Hong –  Enogat Roy: 21-15 / 21-15
- Harshit Aggarwal –  Korakrit Laotrakul: 21-12 / 21-17
- Alex Lanier –  Niluka Karunaratne: 13-9 Ret.
- Kok Jing Hong –  Georgii Karpov: 23-21 / 21-10
- Alex Lanier –  Harshit Aggarwal: 21-17 / 21-13
- Alex Lanier –  Kok Jing Hong: 22-20 / 21-15

### Dameneinzel Qualifikation
- Alina Busygina –  Ramona Üprus: 21-14 / 21-8
- Samanta Golubickaitė –  Marelle Salu: 21-12 / 21-12
- Pornpicha Choeikeewong –  Rosy Oktavia Pancasari: 21-13 / 21-16
- Beatriz Roberto –  Arina Babre: 21-13 / 21-9
- Viltė Paulauskaitė –  Elisaveta Berik: w.o.
- Sofiia Lavrova –  Karina Kapanen: 21-12 / 21-17
- Varvara Frolova –  Mansi Singh: w.o.
- Nika Arih –  Romane Cloteaux-Foucault: w.o.
- Mirjam Lindgarde –  Madalena Fortunato: 18-21 / 21-17 / 21-11
- Insyirah Khan –  Yana Sobko: 21-12 / 15-21 / 21-10
- Alina Busygina –  Diana Stognija: w.o.
- Pitchamon Opatniput –  Aditi Bhatt: 22-20 / 19-21 / 21-4
- Samanta Golubickaitė –  Potapenko Tetyana: 21-16 / 21-13
- Pornpicha Choeikeewong –  Emili Pärsim: 21-6 / 21-1
- Sofia Slosiariková –  Beatriz Roberto: 21-17 / 21-18
- Lisa Curtin –  Perla Murenaite: 21-11 / 21-14
- Melsya Nur Fitriani –  Viltė Paulauskaitė: 21-5 / 21-8
- Ana Linnamägi –  Mariia Golubeva: w.o.
- Thamonwan Nithiittikrai –  Sofiia Lavrova: 21-9 / 21-9
- Malya Hoareau –  Theodora Fragoulidou: 21-5 / 21-4
- Mariana Paiva –  Varvara Frolova: 12-21 / 21-10 / 21-8
- Mohd Khairul Myisha –  Elena-Alexandra Diordiev: w.o.
- Mirjam Lindgarde –  Nika Arih: 21-19 / 17-21 / 21-19
- Alina Busygina –  Insyirah Khan: 20-22 / 21-12 / 21-18
- Pitchamon Opatniput –  Samanta Golubickaitė: 21-9 / 21-12
- Lisa Curtin –  Sofia Slosiariková: 21-9 / 21-14
- Melsya Nur Fitriani –  Ana Linnamägi: 21-6 / 21-6
- Thamonwan Nithiittikrai –  Malya Hoareau: 21-7 / 21-13
- Mohd Khairul Myisha –  Mariana Paiva: 21-7 / 21-5

### Dameneinzel
- Kristin Kuuba –  Mohd Khairul Myisha: 22-20 / 21-14
- Katelin Ngo –  Lisa Curtin: 21-18 / 21-8
- Anastasiia Semenova –  Anne Fuglsang: 8-21 / 22-20 / 21-15
- Mirjam Lindgarde –  Shruthika Senthil: 21-14 / 21-17
- Vlada Ginga –  Hristomira Popovska: 21-16 / 14-21 / 21-11
- Mariia Golubeva –  Romane Cloteaux-Foucault: 21-19 / 21-19
- Petra Polanc –  Katsiaryna Zablotskaya: 21-9 / 21-17
- Émilie Drouin –  Melsya Nur Fitriani: 9-21 / 21-17 / 21-14
- Heli Neiman –  Anna Mikhalkova: 21-15 / 21-17
- Georgina Bland –  Catlyn Kruus: 21-13 / 21-13
- Esther Shi –  Elena-Alexandra Diordiev: 21-8 / 21-13
- Alina Busygina –  Sónia Gonçalves: 21-15 / 21-10
- Pornpicha Choeikeewong –  Gergana Pavlova: 21-9 / 21-10
- Pitchamon Opatniput –  Helis Pajuste: 21-7 / 21-9
- Thamonwan Nithiittikrai –  Anna Tatranova: 21-15 / 21-16
- Daniella Gonda –  Anna Bygum: 21-17 / 21-17
- Kristin Kuuba –  Katelin Ngo: 21-19 / 21-10
- Anastasiia Semenova –  Mirjam Lindgarde: 21-13 / 21-11
- Mariia Golubeva –  Vlada Ginga: 21-14 / 21-14
- Émilie Drouin –  Petra Polanc: 18-21 / 21-18 / 21-16
- Georgina Bland –  Heli Neiman: 19-21 / 21-18 / 21-11
- Esther Shi –  Alina Busygina: 21-8 / 19-21 / 21-18
- Pitchamon Opatniput –  Pornpicha Choeikeewong: 16-21 / 21-18 / 23-21
- Thamonwan Nithiittikrai –  Daniella Gonda: 19-21 / 21-9 / 21-11
- Kristin Kuuba –  Anastasiia Semenova: 21-14 / 21-19
- Mariia Golubeva –  Émilie Drouin: 21-19 / 21-13
- Esther Shi –  Georgina Bland: 21-15 / 19-21 / 21-17
- Thamonwan Nithiittikrai –  Pitchamon Opatniput: w.o.
- Kristin Kuuba –  Mariia Golubeva: 21-14 / 21-11
- Thamonwan Nithiittikrai –  Esther Shi: 21-17 / 21-10
- Kristin Kuuba –  Thamonwan Nithiittikrai: 19-21 / 23-21 / 21-15

### Herrendoppel Qualifikation
- Andrei Schmidt /  Hugo Themas –  Nicolas Hoareau /  Aymeric Tores: w.o.
- Natan Begga /  Baptiste Labarthe –  Rene Leeman /  Chris Robin Talts: w.o.
- Marti Joost /  Rasmus Roogsoo –  Duarte Nuno Anjo /  Gabriel Rodrigues: w.o.
- Wesley Koh /  Junsuke Kubo –  Karl Kivinurm /  Vahur Lukin: w.o.
- Daniil Dubovenko /  Maksim Ogloblin –  Ali Ahmed El Khateeb /  Omar Emad: 21-11 / 21-12
- Andrei Schmidt /  Hugo Themas –  Zack Bobrowski /  Nadeem Dalvi: w.o.
- Leong Jun Kai /  Ng Tze Chian –  Natan Begga /  Baptiste Labarthe: 21-12 / 22-20
- Wesley Koh /  Junsuke Kubo –  Marti Joost /  Rasmus Roogsoo: 21-7 / 21-7
- Daniil Dubovenko /  Maksim Ogloblin –  Markus Barth /  Danila Gataullin: w.o.

### Herrendoppel
- Petr Borovikov /  Evgeny Chertilin –  Godwin Olofua /  Anuoluwapo Juwon Opeyori: 21-15 / 21-14
- Muhammad Nurfirdaus Azman /  Jimmy Wong –  Oskar Männik /  Rannar Zirk: w.o.
- Leong Jun Kai /  Ng Tze Chian –  Rene Leeman /  Chris Robin Talts: 21-3 / 21-11
- Daniil Dubovenko /  Maksim Ogloblin –  Eliel Melleri /  Niilo Nyqvist: 21-9 / 21-12
- Samy Corvée /  Yanis Gaudin –  Georgii Lebedev /  Artur Pechenkin: 21-19 / 21-18
- Wesley Koh /  Junsuke Kubo –  Karl Kivinurm /  Vahur Lukin: 21-14 / 21-10
- Ruttanapak Oupthong /  Sirawit Sothon –  Tony Lindelöf /  Joakim Oldorff: 21-13 / 21-11
- Duarte Nuno Anjo /  Gabriel Rodrigues –  Alex Green /  Samuel Jones: 21-18 / 19-21 / 21-15
- Andrei Schmidt /  Hugo Themas –  Mario Kirisma /  Robin Schmalz: 21-18 / 6-21 / 25-23
- Tanadon Punpanich /  Wachirawit Sothon –  Zack Bobrowski /  Nadeem Dalvi: 21-12 / 21-9
- Michał Sobolewski /  Adam Szolc –  Oleg Amosov /  Yehor Leontyev: 21-16 / 21-16
- Loo Bing Kun /  Lwi Sheng Hao –  Andrey Antropov /  Egor Borisov: 21-13 / 21-13
- Anton Kaisti /  Jesper Paul –  Bruno Carvalho /  Tomas Nero: 21-19 / 21-18
- Lev Barinov /  Egor Velp –  Thomas Baures /  Kimi Lovang: 21-18 / 21-16
- Danny Bawa Chrisnanta /  Andy Kwek –  Thanawin Madee /  Ratchapol Makkasasithorn: 21-18 / 21-19
- Kristjan Kaljurand /  Raul Käsner –  Markus Barth /  Danila Gataullin: 21-13 / 21-16
- Muhammad Nurfirdaus Azman /  Jimmy Wong –  Petr Borovikov /  Evgeny Chertilin: 21-13 / 21-19
- Daniil Dubovenko /  Maksim Ogloblin –  Leong Jun Kai /  Ng Tze Chian: 8-21 / 21-17 / 21-13
- Wesley Koh /  Junsuke Kubo –  Samy Corvée /  Yanis Gaudin: 21-13 / 21-16
- Ruttanapak Oupthong /  Sirawit Sothon –  Duarte Nuno Anjo /  Gabriel Rodrigues: 21-12 / 21-13
- Tanadon Punpanich /  Wachirawit Sothon –  Andrei Schmidt /  Hugo Themas: 21-19 / 21-12
- Loo Bing Kun /  Lwi Sheng Hao –  Michał Sobolewski /  Adam Szolc: 21-13 / 21-9
- Anton Kaisti /  Jesper Paul –  Lev Barinov /  Egor Velp: 21-18 / 13-21 / 21-18
- Danny Bawa Chrisnanta /  Andy Kwek –  Kristjan Kaljurand /  Raul Käsner: 21-11 / 21-9
- Muhammad Nurfirdaus Azman /  Jimmy Wong –  Daniil Dubovenko /  Maksim Ogloblin: 21-18 / 14-21 / 21-18
- Ruttanapak Oupthong /  Sirawit Sothon –  Wesley Koh /  Junsuke Kubo: 21-18 / 21-16
- Loo Bing Kun /  Lwi Sheng Hao –  Tanadon Punpanich /  Wachirawit Sothon: 21-16 / 23-21
- Danny Bawa Chrisnanta /  Andy Kwek –  Anton Kaisti /  Jesper Paul: 21-15 / 19-21 / 21-18
- Ruttanapak Oupthong /  Sirawit Sothon –  Muhammad Nurfirdaus Azman /  Jimmy Wong: 21-19 / 21-17
- Danny Bawa Chrisnanta /  Andy Kwek –  Loo Bing Kun /  Lwi Sheng Hao: 21-18 / 21-19
- Ruttanapak Oupthong /  Sirawit Sothon –  Danny Bawa Chrisnanta /  Andy Kwek: 21-17 / 17-21 / 21-16

### Damendoppel
- Ming Hui Lim /  Zhi Rui Bernice Lim –  Kulli Iste /  Ana Linnamägi: 21-4 / 21-7
- Perla Murenaite /  Viltė Paulauskaitė –  Theodora Fragoulidou /  Gergana Pavlova: 21-9 / 21-18
- Abbygael Harris /  Hope Warner –  Katelin Ngo /  Esther Shi: 21-11 / 22-20
- Flavie Vallet /  Emilie Vercelot –  Lucía Rodríguez /  Ania Setien: w.o.
- Herveline Crespel /  Kathell Desmots-Chacun –  Madalena Fortunato /  Beatriz Roberto: 21-12 / 21-14
- Romane Cloteaux-Foucault /  Anouk Nambot –  Amina Lysenko /  Polina Tkach: 14-21 / 21-13 / 21-14
- Daria Kharlampovich /  Galina Lisochkina –  Arta Priedniece /  Diana Stognija: w.o.
- Jin Yujia /  Crystal Wong Jia Ying –  Téa Margueritte /  Anna Tatranova: w.o.
- Valeriya Isakova /  Alena Koroleva –  Sofiia Lavrova /  Yana Sobko: 21-14 / 21-18
- Julia Pławecka /  Ulyana Volskaya –  Catlyn Kruus /  Ramona Üprus: 22-20 / 21-14
- Malya Hoareau /  Camille Pognante –  Georgina Bland /  Lisa Curtin: 21-18 / 11-21 / 21-16
- Anastasiia Boiarun /  Alena Iakovleva –  Emili Pärsim /  Marelle Salu: 21-11 / 21-8
- Kati-Kreet Marran /  Helina Rüütel –  Ming Hui Lim /  Zhi Rui Bernice Lim: 21-18 / 21-10
- Abbygael Harris /  Hope Warner –  Perla Murenaite /  Viltė Paulauskaitė: 21-6 / 21-14
- Viktoriia Kozyreva /  Mariia Sukhova –  Flavie Vallet /  Emilie Vercelot: 21-16 / 21-15
- Romane Cloteaux-Foucault /  Anouk Nambot –  Herveline Crespel /  Kathell Desmots-Chacun: 21-14 / 21-18
- Jin Yujia /  Crystal Wong Jia Ying –  Daria Kharlampovich /  Galina Lisochkina: 21-8 / 21-14
- Valeriya Isakova /  Alena Koroleva –  Adriana F. Goncalves /  Sónia Gonçalves: w.o.
- Malya Hoareau /  Camille Pognante –  Julia Pławecka /  Ulyana Volskaya: 21-12 / 20-22 / 21-10
- Chasinee Korepap /  Kwanchanok Sudjaipraparat –  Anastasiia Boiarun /  Alena Iakovleva: 21-14 / 24-22
- Kati-Kreet Marran /  Helina Rüütel –  Abbygael Harris /  Hope Warner: 21-19 / 8-21 / 21-16
- Viktoriia Kozyreva /  Mariia Sukhova –  Romane Cloteaux-Foucault /  Anouk Nambot: 21-13 / 21-18
- Jin Yujia /  Crystal Wong Jia Ying –  Valeriya Isakova /  Alena Koroleva: 21-19 / 21-11
- Chasinee Korepap /  Kwanchanok Sudjaipraparat –  Malya Hoareau /  Camille Pognante: 21-14 / 21-18
- Viktoriia Kozyreva /  Mariia Sukhova –  Kati-Kreet Marran /  Helina Rüütel: 17-21 / 21-16 / 22-20
- Chasinee Korepap /  Kwanchanok Sudjaipraparat –  Jin Yujia /  Crystal Wong Jia Ying: 21-18 / 21-14
- Chasinee Korepap /  Kwanchanok Sudjaipraparat –  Viktoriia Kozyreva /  Mariia Sukhova: 21-14 / 21-15

### Mixed Qualifikation
- Hugo Themas /  Marelle Salu –  Volodymyr Koluzaiev /  Potapenko Tetyana: w.o.
- Kimi Lovang /  Émilie Drouin –  Kelvin Chong /  Katelin Ngo: w.o.
- Natan Begga /  Herveline Crespel –  Semjon Brener / Jekaterina Burlakova: w.o.
- Vahur Lukin /  Grete Talviste –  Miha Ivančič /  Nika Arih: w.o.
- Miha Ivanič /  Petra Polanc –  Raul Käsner /  Kati-Kreet Marran: 21-18 / 21-14
- Oleksii Titov /  Sofiia Lavrova –  Petr Borovikov /  Valeriya Isakova: w.o.
- Robin Schmalz /  Galina Lisochkina –  Karl Kivinurm /  Melissa Mazurtsak: 21-17 / 21-10
- Egor Borisov /  Mariia Golubeva –  Andrey Antropov /  Daria Kharlampovich: 21-16 / 21-8
- Kimi Lovang /  Émilie Drouin –  Hugo Themas /  Marelle Salu: 21-17 / 21-12
- Natan Begga /  Herveline Crespel –  Vahur Lukin /  Grete Talviste: 21-14 / 21-16
- Miha Ivanič /  Petra Polanc –  Oleksii Titov /  Sofiia Lavrova: 21-18 / 21-19
- Egor Borisov /  Mariia Golubeva –  Robin Schmalz /  Galina Lisochkina: 20-22 / 21-13 / 21-13

### Mixed
- Lev Barinov /  Anastasiia Boiarun –  Gabriel Rodrigues /  Madalena Fortunato: 21-9 / 21-6
- Egor Borisov /  Mariia Golubeva –  Egor Velp /  Anastasiia Semenova: 21-18 / 21-18
- Ratchapol Makkasasithorn /  Kwanchanok Sudjaipraparat –  Alex Green /  Abbygael Harris: 21-16 / 21-3
- Alexandr Zinchenko /  Viktoriia Kozyreva –  Oskar Männik /  Ramona Üprus: 1-0 Ret.
- Miha Ivanič /  Petra Polanc –  Aymeric Tores /  Emilie Vercelot: 21-8 / 21-14
- Evgeny Chertilin /  Mariia Sukhova –  Petr Borovikov /  Valeriya Isakova: 17-21 / 22-20 / 23-21
- Andy Kwek /  Jin Yujia –  Oleg Amosov /  Varvara Frolova: 21-14 / 21-14
- Trevor Tan /  Esther Shi –  Ivan Medynskiy /  Perla Murenaite: 21-12 / 21-19
- Ilya Timofeev /  Alena Koroleva –  Kimi Lovang /  Émilie Drouin: 21-15 / 21-8
- Kristjan Kaljurand /  Helina Rüütel –  Danny Bawa Chrisnanta /  Zhi Rui Bernice Lim: 21-18 / 13-21 / 23-21
- Nikolai Ukk /  Alena Iakovleva –  Yehor Leontyev /  Amina Lysenko: 21-12 / 21-16
- Viacheslav Yakovlev /  Polina Tkach –  Samy Corvée /  Flavie Vallet: 22-20 / 21-18
- Natan Begga /  Herveline Crespel –  Maël Cattoen /  Camille Pognante: 21-18 / 14-21 / 21-15
- Jonty Russ /  Hope Warner –  Tomas Nero /  Beatriz Roberto: 21-15 / 21-10
- Baptiste Labarthe /  Kathell Desmots-Chacun –  Andis Berzins /  Arina Babre: 21-8 / 21-9
- Ruttanapak Oupthong /  Chasinee Korepap –  Volodymyr Koluzaiev /  Potapenko Tetyana: 21-7 / 21-10
- Egor Borisov /  Mariia Golubeva –  Lev Barinov /  Anastasiia Boiarun: 21-19 / 21-19
- Ratchapol Makkasasithorn /  Kwanchanok Sudjaipraparat –  Alexandr Zinchenko /  Viktoriia Kozyreva: 17-21 / 21-15 / 21-17
- Miha Ivanič /  Petra Polanc –  Evgeny Chertilin /  Mariia Sukhova: 21-10 / 21-13
- Andy Kwek /  Jin Yujia –  Trevor Tan /  Esther Shi: 21-14 / 21-16
- Kristjan Kaljurand /  Helina Rüütel –  Ilya Timofeev /  Alena Koroleva: 21-11 / 19-21 / 21-13
- Nikolai Ukk /  Alena Iakovleva –  Viacheslav Yakovlev /  Polina Tkach: 21-10 / 21-8
- Jonty Russ /  Hope Warner –  Natan Begga /  Herveline Crespel: 21-13 / 21-14
- Ruttanapak Oupthong /  Chasinee Korepap –  Baptiste Labarthe /  Kathell Desmots-Chacun: 21-8 / 21-11
- Ratchapol Makkasasithorn /  Kwanchanok Sudjaipraparat –  Egor Borisov /  Mariia Golubeva: 21-11 / 22-20
- Andy Kwek /  Jin Yujia –  Miha Ivanič /  Petra Polanc: 21-19 / 21-18
- Nikolai Ukk /  Alena Iakovleva –  Kristjan Kaljurand /  Helina Rüütel: 21-19 / 19-21 / 21-19
- Ruttanapak Oupthong /  Chasinee Korepap –  Jonty Russ /  Hope Warner: 21-6 / 21-15
- Ratchapol Makkasasithorn /  Kwanchanok Sudjaipraparat –  Andy Kwek /  Jin Yujia: 21-14 / 21-14
- Ruttanapak Oupthong /  Chasinee Korepap –  Nikolai Ukk /  Alena Iakovleva: 21-17 / 22-20
- Ratchapol Makkasasithorn /  Kwanchanok Sudjaipraparat –  Ruttanapak Oupthong /  Chasinee Korepap: 21-15 / 21-14